# South Florida
South Florida (Sud della Florida) è una regione geografica dello Stato della Florida che comprende la parte più a sud dello Stato. È una delle tre regioni "popolari", le altre sono la Central Florida (Florida centrale) e il North Florida (Florida del nord). Include la popolosa area metropolitana di Miami, il Florida Keys e altre località. Il South Florida è l'unica regione degli Stati Uniti ad avere un clima tropicale.

## Regione
Come in tutte le regioni vernacolari, il South Florida non ha confini ufficiali o uno Stato e viene definito in modo diverso da diverse fonti. Un'indagine del 2007 sulle regioni della Florida tenuto da Ary Lamme e Raymond K. Oldakowski ha constatato che i cittadini della Florida intervistati hanno identificato il "South Florida" come la regione comprendente le aree più a sud della penisola della Florida. Quest'area include l'area metropolitana di Miami (generalmente definita dalle contee di Miami-Dade, Broward e Palm Beach), le Florida Keys e le regioni interne conosciute come il Glades. Inoltre, il Southwest Florida (Sud-ovest della Florida), rappresentante lo Stato meridionale del Gulf Coast, è emerso come una popolare regione vernacolare. Alcuni abitanti del nord-ovest e all'area meridionale di Tampa Bay identificano le loro regioni come facenti parte del South Florida piuttosto che del Southwest o del Central Florida.
Enterprise Florida, l'agenzia per lo sviluppo economico statale,  identifica il "Southeast Florida" (Sud-est della Florida) come una delle otto regioni economiche occupate dall'agenzia e altre entità statali e non, incluso il Dipartimento dei Trasporti. Alcune entità alternativamente denominano questa regione "South Florida". La definizione include una vasta area del territorio delimitato dell'indagine di Lamme e Oldakowski (eccetto il Gulf Coast e gran parte delle regioni interne del Glades) e altre aree. L'area dovrebbe comprendere la Monroe County (le Keys) e le tre città metropolitane di Miami-Dade, Broward e Palm Beach, più le tre contee "Treasure Coast" di Indian River, St. Lucie e Martin al nord.

## Demografia
La demografia dei residenti del South Florida può essere rappresentata come segue:
| Popolazione % | Luogo di nascita    |
| ------------- | ------------------- |
| 32,2%         | Stato della Florida |
| 33,0%         | Altrove negli U.S.  |
| 34,8%         | Fuori dagli U.S.    |

Più dell'87, 2% di tutti i residenti stranieri del South Florida provengono dall'America Latina.

## Città
Le più grandi città del South Florida per numero di abitanti:
| Città           | popolazione 2010 | popolazione 2000 | Contea     |
| --------------- | ---------------- | ---------------- | ---------- |
| Miami           | 399,457          | 362,470          | Miami-Dade |
| Hialeah         | 224,669          | 226,419          | Miami-Dade |
| Ft. Lauderdale  | 165,521          | 152,397          | Broward    |
| Port St. Lucie  | 164,603          | 88.769           | St. Lucie  |
| Pembroke Pines  | 154,750          | 137,427          | Broward    |
| Cape Coral      | 154,305          | 102,286          | Lee        |
| Hollywood       | 140,768          | 139,368          | Broward    |
| Miramar         | 122,041          | 72.739           | Broward    |
| Coral Springs   | 121,096          | 117,549          | Broward    |
| Miami Gardens   | 107,167          | 0                | Miami-Dade |
| West Palm Beach | 99.919           | 82.103           | Palm Beach |
| Pompano Beach   | 99.845           | 78.191           | Broward    |
| Davie           | 91.992           | 75.720           | Broward    |
| Miami Beach     | 87.779           | 87.933           | Miami-Dade |
| Plantation      | 84.955           | 82.934           | Broward    |
| Sunrise         | 84.439           | 85.787           | Broward    |
| Boca Raton      | 84.392           | 74.764           | Palm Beach |
| Deerfield Beach | 75.018           | 64.585           | Broward    |
| Boynton Beach   | 68.217           | 60.389           | Palm Beach |
| Lauderhill      | 66.887           | 57.585           | Broward    |
| Weston          | 65.333           | 49.286           | Broward    |
| Ft. Myers       | 62.298           | 48.208           | Lee        |
| Delray Beach    | 60.522           | 60.020           | Palm Beach |
| Homestead       | 60.512           | 31.909           | Miami-Dade |
| Tamarac         | 60.427           | 55.588           | Broward    |
| North Miami     | 58.786           | 59.880           | Miami-Dade |
| North Port      | 57.357           | 22.797           | Sarasota   |
| Wellington      | 56.508           | 38.216           | Palm Beach |
| Jupiter         | 55.156           | 39.328           | Palm Beach |
| Margate         | 53.284           | 53.909           | Broward    |
| Coconut Creek   | 52.909           | 43.566           | Broward    |
| Sarasota        | 51.917           | 52.715           | Sarasota   |

## Cultura

### L'accento di Miami
L'accento di Miami è un accento regionale del dialetto dell'inglese americano parlato nel South Florida, in particolar modo nelle contee di Miami-Dade, Broward, Palm Beach e Monroe. Nacque nella Miami centrale ma negli ultimi decenni si è espanso in gran parte del South Florida. L'accento è oggi il più diffuso tra i più giovani e tra i nativi del Sud.

### Politica
Lamme e Oldakowski identificano diversi elementi demografici, politici e culturali che caratterizzano il South Florida e lo distinguono dalle altre regioni dello Stato. Molte di queste differenze sembrano essere dovute al suo proporzionalmente alto livello di immigrazione dal nord degli Stati Uniti, dai Caraibi e dall'America Latina in modo particolare nell'area densamente popolata di Miami. Politicamente parlando, il South Florida è più liberale del resto dello Stato. Mentre meno del 10% delle persone sia del nord che del Central Florida hanno ritenuto che la loro regione fosse liberale, più di un terzo dei cittadini del sud hanno descritto la loro regione come tale. Il 38% ha definito la regione conservatrice; il 26% come moderata. Questo è in linea con la demografia del South Florida. Le scoperte di Lamme e Oldakowski vanno nella stessa direzione della ricerca di Barney Warf e Cynthia Waddell sulla geografia politica della Florida durante le elezioni presidenziali del 2000. L'economia nel South Florida è molto simile a quella del Central Florida. Paragonata con la più diversificata economia nel North Florida, il turismo è di gran lunga il più importante settore del sud e del Central Florida, con un più piccolo seppur vivace settore agricolo.

### Cucina
Il sondaggio di Lamme e Oldakowski ha anche riscontrato alcuni indicatori culturali che distinguono il South Florida. Si tratta dell'unica regione dello Stato dove i cibi etnici sono tanto popolari quanto la cucina statunitense tradizionale. Inoltre, mentre c'è stata poca variante geografica per la maggior parte degli stili musicali, c'è stata variazione regionale sia per la musica country che per la musica latina. Il country era significativamente meno popolare nel South Florida che nel nord o nel Central Florida, mentre la musica latina era più popolare che nelle altre regioni.

### Pianificazione urbana
Il centro Anthony J. Catanese per le soluzioni urbane e ambientali presso la Florida Atlantic University registra un insolito schema di crescita del South Florida. A differenza di molte altre regioni con città centralizzate circondate dallo sviluppo, nella maggior parte del South Florida è preservata sia l'area naturale che le riserve destinate all'agricoltura, con uno sviluppo ristretto a una striscia stretta e densa lungo la costa. L'area sviluppata è altamente urbanizzata e sempre più di continuo decentralizzata, priva di centri cittadini particolarmente dominanti. Il centro A. J. Catanese per le soluzioni urbane e ambientali prevede che questo modello continui ad essere utilizzato per il futuro.

## Proposta di suddivisione

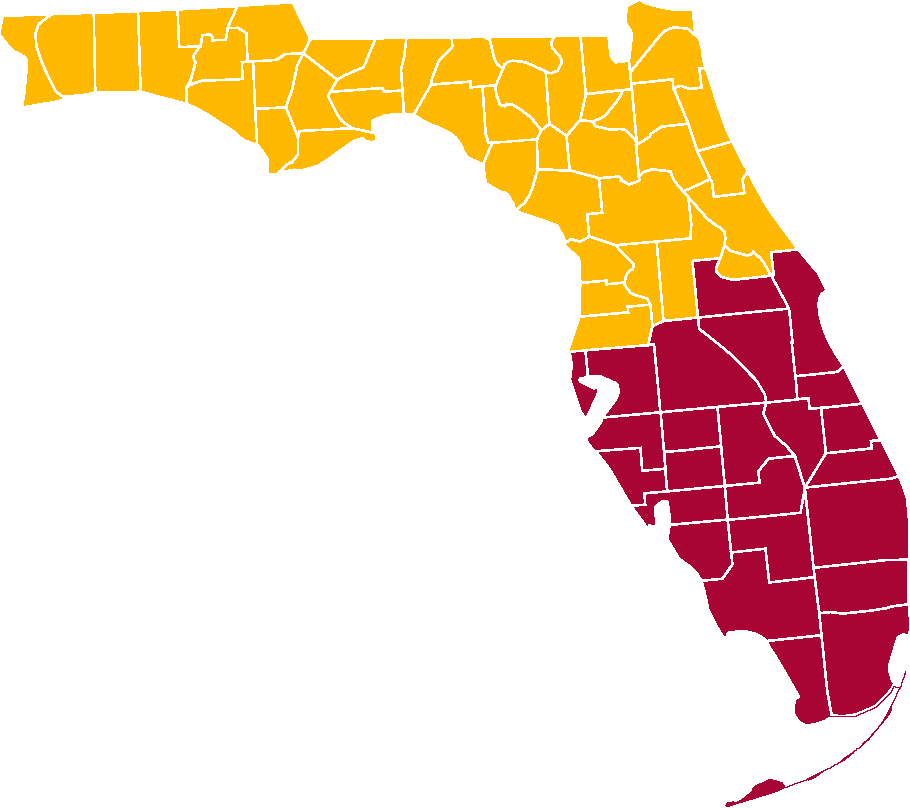
La partizione della Florida proposta dalla Risoluzione nº 203-14-1429 dal Sindaco e dalla commissione cittadina della città di South Miami.

Nel corso del tempo ci sono state numerose proposte per la partizione dello Stato della Florida al fine di formare uno Stato separato del South Florida. Tali proposte sono state fatte per lo più come affermazioni politiche piuttosto che come dei seri tentativi di secessione. Le ragioni dichiarate spesso sono culturali, etniche, economiche e a queste si aggiungono le frustrazioni finanziarie contro il governo dello Stato a Tallahassee, che si trova nel North Florida.
Nel 2008, la commissione cittadina di North Lauderdale ha approvato una risoluzione per la proclamazione del nuovo Stato del South Florida comprendente le contee di Palm Beach, Broward, Miami-Dade e Monroe.
Nel 2014, la città di South Miami ha approvato una risoluzione a favore della suddivisione dello Stato in due stati, con un confine a nord tracciato per includere le contee di Brevard, Orange, Polk, Hillsborough e Pinellas (grosso modo le regioni di Tampa Bay e di Orlando). In totale lo Stato di South Florida proposto avrebbe dovuto includere 24 contee.